# Comté de Stark (Dakota du Nord)
Pour les articles homonymes, voir Comté de Stark.
Le comté de Stark est un des 53 comtés du Dakota du Nord, aux États-Unis. Il a été créé en 1879 et organisé en 1883. Il porte le nom de George Stark, vice-président de la compagnie de chemin de fer Northern Pacific Railroad.
Siège : Dickinson.

## Démographie
| 1890 | 1900  | 1910   | 1920   | 1930   | 1940   |
| ---- | ----- | ------ | ------ | ------ | ------ |
| 304  | 7 621 | 12 504 | 13 542 | 15 340 | 15 414 |

| 1950   | 1960   | 1970   | 1980   | 1990   | 2000   |
| ------ | ------ | ------ | ------ | ------ | ------ |
| 16 137 | 18 451 | 19 613 | 23 697 | 22 832 | 22 636 |

| 2010   | - | - | - | - | - |
| ------ | - | - | - | - | - |
| 24 199 | - | - | - | - | - |